# Comuna Dolînske, Dnipro
Dolînske (în ucraineană Долинське) este o comună în raionul Dnipro, regiunea Dnipropetrovsk, Ucraina, formată din satele Dolînske (reședința), Nove și Pașena Balka.

## Demografie
Componența lingvistică a satului Dolînske
     Ucraineană (80,77%)
     Rusă (17,85%)
     Alte limbi (0,4%)
Conform recensământului din 2001, majoritatea populației satului Dolînske era vorbitoare de ucraineană (80,77%), existând în minoritate și vorbitori de rusă (17,85%).